# Cinq Hégémons
Pour les articles homonymes, voir Hégémon.

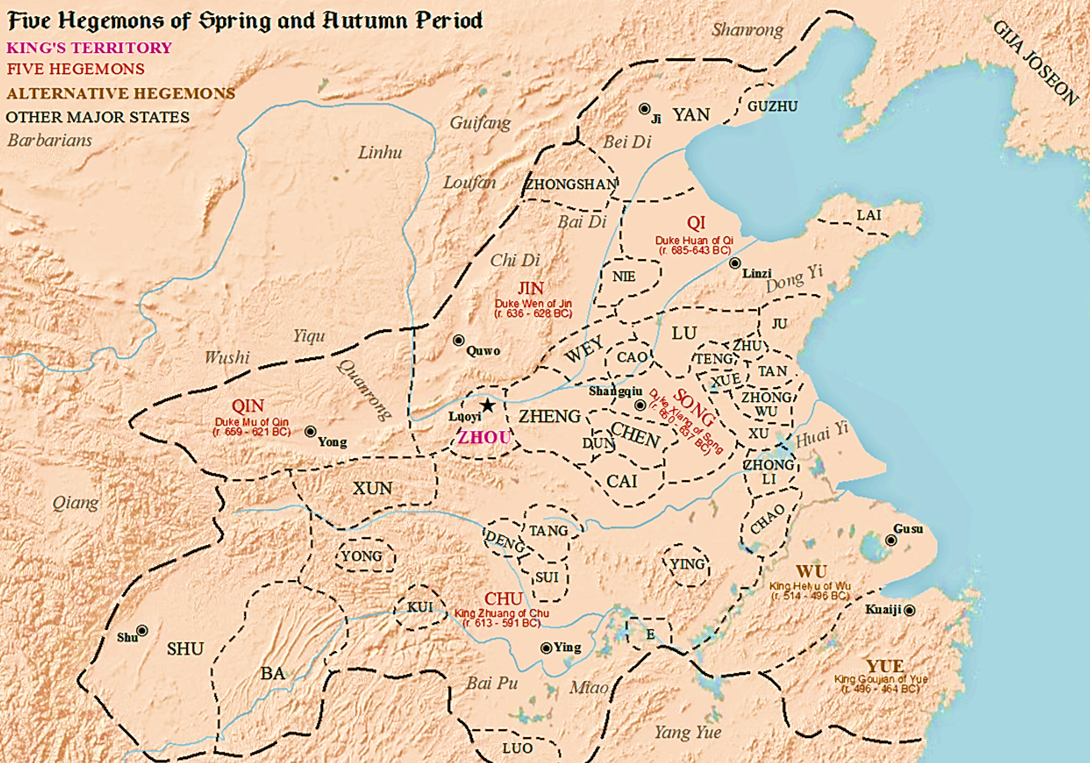
Carte des états des Cinq Hégémons

Les Cinq Hégémons (chinois : 五霸 ; pinyin : wǔ bà) font référence à plusieurs dirigeants particulièrement puissants des États chinois de la période des Printemps et des Automnes (770 - 476 Av. J.C) de l'histoire de la Chine. Cette période est parfois aussi appelée l'âge des Hégémons. On peut noter qu'alors que l'hégémonie est souvent associée aux États, elle fut plutôt associée, durant cette période, à la personne du souverain, précisément ceux qui amenèrent leurs États respectifs à la position dominante. Dans ce sens, les règnes de chaque hégémon correspondent au zénith de la puissance de leur État.
Suivant l'historien ou les textes auxquels on se réfère, il existe plusieurs listes de ces cinq Hégémons, tous dirigeants d'États qui sont nés ou ont gagné en puissance à la suite de la déliquescence du pouvoir central de la dynastie Zhou. Chaque Hégémon a cherché à imposer son pouvoir aux autres états de l'empire Zhou, avec plus ou moins de réussite. Parmi tous ces dirigeants, le Duc Huan de Qi fut un Hégémon particulièrement important.

## Prononciation et signification
En Chinois archaïque, “霸” (Chinois archaïque: prāk-s ; Pinyin: bà) a un sens et une prononciation semblables à “伯” ( Chinois archaïque : prāk ; Pinyin: bó), qui signifie le fils aîné de la famille ou sénateur. "五霸" et "五伯" peuvent tous les deux être traduits par « cinq hégémons ». Si on le traduit littéralement, "五" (wu) signifie cinq, mais dans le contexte du chinois archaïque, ce sinogramme peut également avoir un sens plus qualitatif et moins précis impliquant l'exhaustivité.

## Utilisation du terme
Durant la période des Printemps et des Automnes, lorsque l'on faisait référence à l'hégémonie, cela désignait généralement un ou des États. Il était donc possible de parler de l'État de Jin et de l'État de Chu luttant pour l'hégémonie sur les autres États de Zhou. Dans les récits historiques, ce terme s'est plutôt retrouvé associé à des dirigeants spécifiques, à savoir ceux qui ont permis à leurs États respectifs d'occuper une position dominante. En effet, pendant la période des Printemps et des Automnes, les règnes de chaque hégémon ont eu tendance à correspondre avec le zénith du pouvoir de leur État.

## Le système des Hégémons
Le concept d'hégémonie vit le jour avec la faiblesse de la dynastie régnante, celle des Zhou orientaux.
Dans le système féodal de leurs prédécesseurs, les Zhou occidentaux, le pouvoir royal était assez fort pour commander l'obéissance de la plupart de ses vassaux, et pour entretenir une armée centrale. La mort du Roi You de Zhou et le pillage de la capitale Hao en -771 rendit la position centrale de la cour intenable et, par la suite, dépendante de la protection des États voisins. Désormais installés à Luoyang, les Zhou orientaux n'eurent plus qu'une autorité nominale, tout juste utile à entériner les titres et dignités des grands feudataires, dont les États devinrent progressivement indépendants.
Dans cette mosaïque d'États, certaines principautés parmi les plus grandes et les plus fortes prenaient provisoirement l'ascendant sur les autres. Les princes de ces États étaient alors capables de convoquer et de diriger les alliances, et ils avaient la préséance dans ces différentes confédérations. Ces États étaient alors considérés comme des hégémonies.
Le concept d'Hégémon était important pour les relations interétatiques au cours de la période des Printemps et des Automnes, puisque l'Hégémon était nominalement chargé d'assurer la stabilité de l'ensemble du système politique. Il était souvent à la tête d'une ligue de petits États dont la sécurité de certains était garantie par l'État de l'Hégémon, en échange d'un tribut.

## Les Cinq Hégémons
Selon les opinions, on peut trouver des listes communes des hégémons.
- Duc Huan de Qi (chinois : 齐桓公)
- Duc Wen de Jin (chinois : 晋文公)
- Roi Zhuang de Chu (chinois : 楚莊王)
- Duc Mu de Qin (en) (chinois : 秦穆公)
- Duc Xiang de Song (en) (chinois : 宋襄公)

Les trois premiers Hégémons sont hautement renommés, et sont ainsi rarement contestés. Certaines versions remettent en question la place des deux derniers dans cette liste. Ainsi, on peut trouver alternativement :
- Duc Huan de Qi (chinois : 齐桓公)
- Duc Wen de Jin (chinois : 晋文公)
- Roi Zhuang de Chu (chinois : 楚庄王)
- Roi Fuchai de Wu (chinois : 吴王夫差)
- Roi Goujian de Yue (chinois : 越王勾踐)